# Ashley Park
Ne doit pas être confondu avec Ashley Parker.
Ashley Park est une actrice, chanteuse et danseuse américaine d’ascendance coréenne née le 6 juin 1991 à Glendale en Californie, aux États-Unis.
Elle commence sa carrière au théâtre en 2009 et fait ses débuts à Broadway en 2014 en rejoignant la troupe de Mamma Mia !. L'année suivante, elle obtient le rôle de Tuptim dans Le Roi et moi, qui devient son premier rôle majeur à Broadway.
En 2017, elle devient la première interprète de Gretchen Wieners dans Mean Girls, l'adaptation en comédie musicale du film Lolita malgré moi, qui amplifie la réputation de Park à Broadway. Elle obtiendra une nomination au prix de la meilleure actrice dans une comédie musicale à la prestigieuse cérémonie des Tony Awards pour ce rôle qu'elle interprétera pendant trois ans.
En dehors du théâtre, après des rôles récurrents dans les séries télévisées Nightcap et Les Chroniques de San Francisco, elle se fait connaitre avec le rôle de Mindy Chen dans Emily in Paris. Elle est également l'un des personnages récurrents de la comédie Girls5eva.

## Biographie

### Enfance et études
Ashley Park est née à Glendale en Californie puis a grandi à Ann Arbor dans le Michigan. Elle est la fille ainée de Andrew et Sara Park. Elle a une sœur, Audrey,. L'acteur Justin H. Min est son cousin au second degré.
Dès l'âge de trois ans, elle entame des cours de danses à la Oceanside Dance Academy puis commence le piano à l'âge de cinq ans. Au collège et au lycée, elle fait du théâtre avec la troupe junior d'Ann Arbor. En 2003, elle se rend au camp de vacances Interlochen Summer Arts Camp spécialisé dans les arts, puis, à la Pioneer High School d'Ann Arbor, elle s'inscrit à la chorale et au cours de théâtre. Elle co-fonde également le groupe féminin d'A cappella de son lycée,.
À l'âge de quinze ans, elle est diagnostiquée d'une Leucémie aigüe myéloïde pour laquelle elle est hospitalisée huit mois. La fondation Make-A-Wish lui permet alors d'exaucer un vœu. Elle choisit de se rendre à New York avec sa famille pour assister aux spectacles A Chorus Line, Le Roi lion, L'Éveil du printemps et Wicked. Quelques années plus tard, elle avouera dans une interview : « Mon expérience avec le cancer est, je pense, la raison pour laquelle je fais du théâtre. Dès que je suis sortie de l'hôpital tout ce que je voulais faire c'était d'être autour des gens »,.
Après sa chimiothérapie, Park retourne au lycée et obtient le rôle de Millie Dillmount dans la production scolaire de Thoroughly Modern Millie. Quand elle se remémore cette période, Park se souvient que « mettre une perruque, des chaussures et un costume et être une personne différente était le meilleur moyen d'échapper à la fille qui vient juste d'avoir un cancer ».
Elle est diplômée du lycée en 2009 et rejoint l'université du Michigan où elle est diplômée en comédie musicale. Durant ses années à l'université, elle co-fonde le Michigan Performance Outreach Workshop, une association pour former des jeunes à la comédie musicale,.

### Carrière

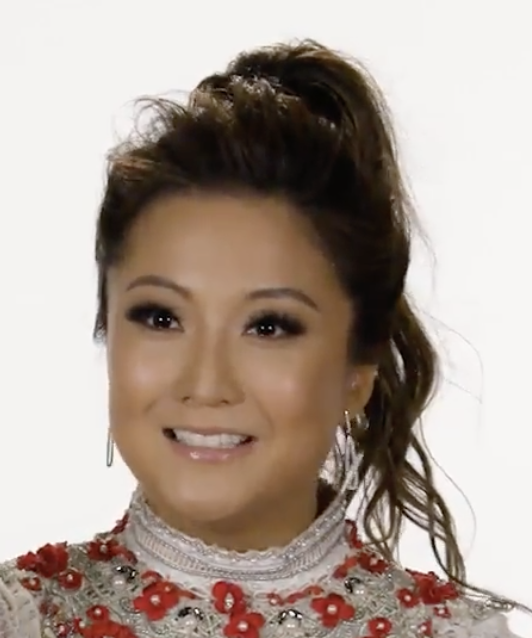
Ashley Park en 2018.

Park commence sa carrière en 2009 en rejoignant la production de Miss Saigon à Wichita dans le Kansas dans laquelle elle rejoint la troupe mais est également la doublure pour le personnage d'Yvonne. Elle reprend le rôle l'année suivante en rejoignant la troupe du Benedum Center, un théâtre de Pittsburgh en Pennsylvanie. Elle restera membre de la troupe en 2011 et jouera dans plusieurs de leurs productions.
En 2014, Park fait ses débuts à Broadway en rejoignant la troupe de Mamma Mia ! au Broadhurst Theatre. Elle quitte le spectacle et obtient le rôle de Gabrielle dans Cinderella. Néanmoins, elle ne rejoint pas la troupe de Broadway mais celle de la tournée américaine du spectacle, il s'agit alors de sa première tournée.
Elle fait son retour à Broadway en 2015 en obtenant le rôle de Tuptim dans la nouvelle version de Le Roi et moi. Ce rôle marque son premier rôle majeur à Broadway. Avec la troupe, elle enregistre un album des chansons du spectacle qui obtient une notation au prix du meilleur album de comédie musicale aux Grammy Awards.
Début 2017, elle est à l'affiche de la nouvelle version de Sunday in the Park with George aux côtés de Jake Gyllenhaal et Annaleigh Ashford. En automne de la même année, elle rejoint le spectacle KPOP, joué en Off-Broadway. Pour ce rôle, elle obtient des nominations aux Drama Desk Awards et aux Drama League Award et remporte un Lucille Lortel Awards. Elle quitte le rôle en octobre 2017.
Fin 2017, Park obtient le rôle de Gretchen Wieners dans Mean Girls, l'adaptation en comédie musicale du film Lolita malgré moi. Après des représentations tests à Washington, qui se sont officiellement terminée en décembre 2017, le spectacle s'est installé au August Wilson Theatre à Broadway pour des représentations avant-premières à partir de mars 2018. Le spectacle rencontre immédiatement un succès critique et public, récolant plus d'un million de dollars après seulement sept représentations avant-premières. La performance de Park est encensé par la critique et lui permet d'obtenir une nomination au prix de la meilleure actrice dans une comédie musicale à la prestigieuse cérémonie des Tony Awards.
En mai 2018, elle obtient le Clarence Derwent Award, un prix qui recompense les « artistes les plus prometteurs ». En 2019, elle est l'un des personnages récurrents de la mini-série télévisée Les Chroniques de San Francisco puis en mars de la même année, elle quitte la troupe de Mean Girls après trois ans dans le rôle de Gretchen. La même année, elle obtient son premier rôle majeur à la télévision en signant pour le rôle de Mindy Chen dans la série télévisée Emily in Paris et dont la tournage se déroule en France. La série est lancée en 2020 sur le service Netflix.
En 2020, elle devait reprendre le rôle de Millie Dillmount dans une nouvelle version de Thoroughly Modern Millie au New York City Center mais le spectacle est annulé en raison de la pandémie de Covid-19. La même année, elle rejoint la distribution récurrente de la série télévisée musicale Girls5eva, produite par Tina Fey avec qui elle avait collaborée sur Mean Girls.

## Théâtre
| Année     | Spectacle                                  | Rôle                    | Théâtre                                   |
| --------- | ------------------------------------------ | ----------------------- | ----------------------------------------- |
| 2009      | Miss Saigon                                | Yvonne / Ensemble       | Music Theatre Wichita                     |
| 2010      | Miss Saigon                                | Yvonne / Ensemble       | Benedum Center                            |
| 2011      | Jekyll & Hyde                              | Ensemble                | Benedum Center                            |
| 2011      | Jesus Christ Superstar                     | Herod's Girl / Ensemble | Benedum Center                            |
| 2011      | Love Changes Everything                    | Ensemble                | Benedum Center                            |
| 2011      | La Mélodie du bonheur (The Sound of Music) | Ensemble                | Benedum Center                            |
| 2014      | Mamma Mia !                                | Ensemble                | Broadhurst Theatre (Broadway)             |
| 2014      | Cinderella                                 | Gabrielle               | Tournée américaine                        |
| 2015-2016 | Le Roi et moi (The King and I)             | Tuptim                  | Vivian Beaumont Theater (Broadway)        |
| 2016      | The Fantasticks                            | Luisa                   | Pasadena Playhouse                        |
| 2016      | The Remarkable Journey of Prince Jen       | Voyaging Moon           | Manhattan Theatre Club (Off-Off-Broadway) |
| 2017      | Sunday in the Park with George             | Celeste #1 / Theresa    | Hudson Theatre (Broadway)                 |
| 2017      | Hood: The Robin Hood Musical Adventure     | Marianne                | Dallas Theater Center                     |
| 2017      | KPOP                                       | MwE                     | Ars Nova (Off-Broadway)                   |
| 2017      | Mean Girls                                 | Gretchen Wieners        | National Theatre (Previews)               |
| 2018-2019 | Mean Girls                                 | Gretchen Wieners        | August Wilson Theatre (Broadway)          |
| 2019      | Lady in the Dark                           | Miss Foster / Sutton    | New York City Center                      |
| 2019-2020 | Grand Horizons                             | Jess                    | Hayes Theater (Broadway)                  |

## Filmographie

### Cinéma

#### Longs métrages
- 2014 : Are You Joking? de Jake Wilson : Une femme
- 2019 : Low Low de Nick Richey : Cee Cee
- 2022 : La Liste de Mr. Malcolm (Mr. Malcolm's List) d'Emma Holly Jones : Gertie Covington
- 2023 : Joy Ride d'Adele Lim : Audrey Sullivan
- 2024 : Mean Girls : Lolita malgré moi (Mean Girls) d'Arturo Perez Jr. et Samantha Jayne : Mme Park, (caméo)

#### Courts métrages
- 2012 : The V Card de Jake Burnstein et Brandon Verdi : Jessica
- 2013 : Open House de Dustin Alpern : Stacy
- 2022 : Barnaby de Jake Wilson : Jenny

### Télévision

#### Séries télévisées
- 2014 : My Dirty Little Secret : Ann Racz
- 2017 : Nightcap : Olivia Cho
- 2018 : Saturday Night Live : elle-même
- 2019 : Les Chroniques de San Francisco (Tales of the City) : Jennifer « Ani » Winter
- 2019 : Helpsters : Symphonie Starlett (voix)
- 2020 - 2024 : Emily in Paris : Mindy Chen
- 2021 - 2024 : Girls5eva : Ashley Gold
- 2023 : Acharnés (Beef) : Naomi
- 2023 : Star Wars: Visions : Ara (voix)
- 2023 : Only Murders in the Building : Kimber

## Discographie

### Albums de comédies musicales
- 2015 : The King and I - The 2015 Broadway Cast Recording
- 2017 : Sunday in the Park with George - 2017 Broadway Cast Recording
- 2018 : Mean Girls - Original Broadway Cast Recording

## Distinctions

### Récompenses
- Lucille Lortel Awards 2018 : Meilleure actrice dans une comédie musicale pour KPOP

### Nominations
- Drama Desk Awards 2018 : Meilleure actrice dans une comédie musicale pour KPOP et Mean Girls
- Drama League Award 2018 : Prix Distinguished Performance pour KPOP et Mean Girls
- Tony Awards 2018 : Meilleure actrice dans une comédie musicale pour Mean Girls
- Outer Critics Circle Award 2018 : Meilleure actrice dans une comédie musicale pour Mean Girls
- Chita Rivera Awards for Dance and Choreography 2018 : Meilleure danseuse dans un spectacle à Broadway pour Mean Girls